# Manoir de la Renazaie
Le manoir de la Renazaie est un manoir situé à Bouillé-Ménard, en France.

## Localisation
Le manoir est situé dans le département français de Maine-et-Loire, sur la commune de Bouillé-Ménard.

## Historique
L'édifice est inscrit au titre des monuments historiques en 1989.